# Marquesado de Blegua
El Marquesado de Blegua es un título nobiliario español creado por el rey Alfonso XIII y concedido por Real Despacho de 24 de marzo de 1890, a María Joaquina Heras Mergelina. Su nombre se refiere a la localidad de Blecua (antiguamente llamada Blegua), situada en el municipio aragonés de Blecua y Torres, en la provincia de Huesca.
El título fue rehabilitado el 6 de agosto de 1968 por Eduardo de León y Manjón. 

## Marqueses de Blegua
|                                                 | Titular                                         | Periodo                                         |
| Creación por María Cristina de Habsburgo Lorena | Creación por María Cristina de Habsburgo Lorena | Creación por María Cristina de Habsburgo Lorena |
| ----------------------------------------------- | ----------------------------------------------- | ----------------------------------------------- |
| I                                               | María Joaquina Heras y Mergelina                | 1890-                                           |
| ..                                              | .                                               |                                                 |
| Rehabilitación por Francisco Franco             |                                                 |                                                 |
| ..                                              | Eduardo de León y Manjón                        | 1968-                                           |
| ..                                              | Mariano de León y Borrero                       |                                                 |
| ..                                              | Eduardo Pascual de León y Chiris                | 2004-actual titular                             |

## Historia de los marqueses de Blegua
- María Joaquina Heras y Mergelina, I marquesa de Blegua, hija de Juan Heras Fernández de Valdespino y de Joaquina Mergelina Gómez de Barreda, se casó con Rafael Rodríguez de Arias y Villavicencio.

## Rehabilitación en 1968
- Eduardo de León y Manjón (m. 1999)  II marqués de Blegua, VIII conde de Lebrija, y VI marqués de Méritos,[2] contrajo matrimonio con Lucía Borrero y Hortal. Le sucedió su hijo:

- Mariano de León y Borrero (m. 5 de noviembre de 2004)  III marqués de Blegua.[3] Se casó con Isabel Chiris.[4] Le sucedió su hijo:

- Eduardo Pascual de León y Chiris, actual marqués de Blegua[5] y conde de Lebrija.